# Jongenskopje
Jongenskopje is een schilderij uit de omgeving van Rembrandt in het Rijksmuseum in Amsterdam.

## Voorstelling
Het stelt een jongen voor met lang krullend haar, het hoofd naar rechts gewend.

## Toeschrijving en datering
Het werk bevat rechtsonder de inscriptie ‘Rembrandt / geretuceer [...] / Lieve [...]’. Vanwege deze inscriptie werd het lang gezien als werk van Jan Lievens met wie Rembrandt aan het begin van zijn loopbaan nauw samenwerkte. Rudi Ekkart was in 1973 de eerste die deze toeschrijving in twijfel bracht. Het wordt tegenwoordig algemeen gezien als product uit Rembrandts atelier of directe omgeving. In de kunsthistorische literatuur wordt het vaak vroeg gedateerd (tussen 1630 en 1634). Uit dendrochronologisch onderzoek is echter gebleken dat het eikenhout waarop het geschilderd is op zijn vroegst in 1637 kan zijn beschilderd, maar omdat niet bekend is hoeveel jaarringen er bij vervaardiging van het paneel verwijderd zijn, is een datering van omstreeks 1643 of later meer waarschijnlijk.

## Herkomst
Het werk werd in mei 1909 aangekocht door het Rijksmuseum in Amsterdam met steun van de Vereniging Rembrandt. Volgens Jan Nicolas van Wessem kocht het Rijksmuseum het van een zekere F. Negele in München.